# Полянский, Семён Яковлевич
Семён Яковлевич Полянский (28 марта 1931 — 21 января 2024) — советский и российский учёный-агроном и педагог, доктор экономических наук, профессор. Заслуженный работник сельского хозяйства Российской Федерации (2002). Почётный гражданин Рязанской области (2010).

## Биография
Родился 28 марта 1931 года в селе Подлубово Кармаскалинского района Башкирской АССР.
С 1943 года, в период Великой Отечественной войны, С. Я. Полянский в возрасте двенадцати лет начал свою трудовую деятельность в местном колхозе Кармаскалинского района.
С 1949 по 1952 годы проходил обучение в сельскохозяйственном техникуме. С 1952 по 1953 годы начал работать участковым агрономом машинно-тракторной станции в одном из колхозов Южного Урала.
С 1953 по 1958 годы обучался в Московской сельскохозяйственной академии имени К. А. Тимирязева, после окончания которого получил специальность учёный агроном. С 1958 по 1960 годы работал в должностях агронома и главного агронома в агропромышленном комплексе Рязанской области. С 1960 по 1967 годы избирался вторым и первым секретарём Спасского районного комитета КПСС. С 1965 по 1967 годы — председатель исполнительных комитетов Спасского и Клепиковского районных Советов народных депутатов. С 1967 по 1969 годы работал заведующим Сельскохозяйственным отделом Рязанского областного комитета КПСС. С 1969 по 1988 годы, в течение девятнадцати лет, С. Я. Полянский работал заместителем и первым заместителем председателя и депутатом Рязанского областного исполнительного комитета Совета народных депутатов.
С 1986 по 1988 годы — первый заместитель председателя Рязанского областного исполнительного комитета Совета народных депутатов и председатель агропромышленного комитета Рязанской области. С 1989 по 2002 годы, в течение тринадцати лет, С. Я. Полянский работал директором Рязанского научно-исследовательского и проектно-технологического института агропромышленного комплекса, с 2003 года — заместитель директора этого института по научной работе. С 1978 года также был преподавателем и организатором семинаров Института повышения квалификации руководящих кадров и специалистов сельского хозяйства при Рязанском государственном агротехнологическом университете имени П. А. Костычева, также являлся профессором кафедры экономики и финансов Московский университет имени С. Ю. Витте.
В 2004 году защитил диссертацию на соискание учёной степени доктора экономических наук по теме: «Организационно-экономические основы ведения устойчивого земледелия», имеет учёное звание — профессора.
27 апреля 2002 года «за достижения в области сельского хозяйства» С. Я. Полянскому было присвоено почётное звание Заслуженный работник сельского хозяйства Российской Федерации.
27 октября 2010 года С. Я. Полянскому «за большой личный вклад в социально-экономическое развитие Рязанской области» было присвоено почётное звание Почётный гражданин Рязанской области.

## Награды
- Орден Дружбы (16.11.1995[5])
- Орден Трудового Красного Знамени (1973)
- Два Ордена «Знак Почёта» (1960, 1971)
- Медаль «За трудовую доблесть» (1966)
- Медаль «За победу над Германией в Великой Отечественной войне 1941—1945 гг.»
- Медаль «За преобразование Нечерноземья РСФСР» (1985)
- Медаль «В ознаменование 100-летия со дня рождения Владимира Ильича Ленина»

### Звания
- Заслуженный работник сельского хозяйства Российской Федерации (27.04.2002[4])
- Почётный гражданин Рязанской области (27 октября 2010 г. № 401-рг[1])

### Другие награды
- Медали ВДНХ (золотая и серебряная)